# Gimnastyka na Letnich Igrzyskach Olimpijskich 2012 – zawody drużynowe
Zawody drużynowe na Letnich Igrzyskach Olimpijskich 2012 rozegrane zostały między 9 a 12 sierpnia w hali Wembley Arena.

## Terminarz
| Data             | Godzina |            |
| ---------------- | ------- | ---------- |
| 9 sierpnia 2012  | 14:50   | Eliminacje |
| 10 sierpnia 2012 | 14:50   | Eliminacje |
| 12 sierpnia 2012 | 13:30   | Finały     |

## Wyniki

### Eliminacje
| Pozycja | Zawodniczki | Państwo         | 5 piłek | 5 piłek | 3 wstążki, 2 obręcze | 3 wstążki, 2 obręcze | Razem  |
| Pozycja | Zawodniczki | Państwo         | Wynik   | Kary    | Wynik                | Kary                 | Razem  |
| ------- | --- | --------------- | ------- | ------- | -------------------- | -------------------- | ------ |
| 1.      | Anastasija Blizniuk Uljana Donskowa Ksienija Dudkina Alina Makarienko Anastasija Nazarienko Karolina Siewastjanowa | Rosja           | 28.375  |         | 28.000               |                      | 56.375 |
| 2.      | Elisa Blanchi Romina Laurito Marta Pagnini Elisa Santoni Anzhelika Savrayuk Andreea Stefanescu                     | Włochy          | 28.100  |         | 27.700               |                      | 55.800 |
| 3.      | Maryna Hanczarowa Nastassia Iwankowa Natalla Leszczyk Alaksandra Narkiewicz Ksienija Sankowicz Alina Tumiłowicz    | Białoruś        | 27.900  |         | 26.850               |                      | 54.750 |
| 4.      | Reneta Kamberowa Michaeła Maewska Cwetelina Najdenowa Elena Todorowa Christijana Todorowa Katrin Wełkowa           | Bułgaria        | 27.250  |         | 27.375               |                      | 54.625 |
| 5.      | Loreto Achaerandio Sandra Aguilar Elena López Lourdes Mohadeno Alejandra Quereda Lidia Redondo                     | Hiszpania       | 27.150  |         | 27.400               |                      | 54.550 |
| 6.      | Jelena Dmitrasz Jewgienija Gomon Walerija Gudim Wiktorija Leniszyn Wiktorija Mazur Swietłana Prokopowa             | Ukraina         | 27.050  |         | 27.100               |                      | 54.150 |
| 7.      | Moran Buzovski Viktoriya Koshel Noa Palatchy Marina Shults Polina Zakaluzny Eliora Zholkovski                      | Izrael          | 26.500  |         | 26.600               |                      | 53.100 |
| 8.      | Natsuki Fukase Airi Hatakeyama Rie Matsubara Rina Miura Nina Saeedyokota Kotono Tanaka                             | Japonia         | 26.725  |         | 26.300               | 0.40                 | 53.025 |
| 9.      | Eleni Doika Alexia Kyriazi Evdokia Loukagkou Stavroula Samara Vasileia Zachou Marianthi Zafeiriou                  | Grecja          | 25.875  |         | 26.000               |                      | 51.875 |
| 10.     | Mira Bimperling Judith Hauser Nicole Müller Camilla Pfeffer Cathrin Puhl Sara Radman                               | Niemcy          | 24.500  |         | 25.150               | 0.05                 | 49.650 |
| 11.     | Katrina Cameron Rose Cossar Alexandra Landry Anastasiya Muntyanu Anjelika Reznik Kelsey Titmarsh                   | Kanada          | 24.050  |         | 23.975               |                      | 48.025 |
| 12.     | Georgina Cassar Jade Faulkner Francesca Fox Lynne Hutchison Louisa Pouli Rachel Smith                              | Wielka Brytania | 24.150  |         | 23.850               | 0.05                 | 48.000 |

### Finał
| Pozycja | Zawodniczki | Państwo   | 5 piłek | 5 piłek | 3 wstążki, 2 obręcze | 3 wstążki, 2 obręcze | Razem  |
| Pozycja | Zawodniczki | Państwo   | Wynik   | Kary    | Wynik                | Kary                 | Razem  |
| ------- | --- | --------- | ------- | ------- | -------------------- | -------------------- | ------ |
| złoto   | Anastasija Blizniuk Uljana Donskowa Ksienija Dudkina Alina Makarienko Anastasija Nazarienko Karolina Siewastjanowa | Rosja     | 28.700  |         | 28.300               |                      | 57.000 |
| srebro  | Maryna Hanczarowa Nastassia Iwankowa Natalla Leszczyk Alaksandra Narkiewicz Ksienija Sankowicz Alina Tumiłowicz    | Białoruś  | 27.825  |         | 27.675               |                      | 55.500 |
| brąz    | Elisa Blanchi Romina Laurito Marta Pagnini Elisa Santoni Anzhelika Savrayuk Andreea Stefanescu                     | Włochy    | 28.125  |         | 27.325               | 0.20                 | 55.450 |
| 4.      | Loreto Achaerandio Sandra Aguilar Elena López Lourdes Mohadeno Alejandra Quereda Lidia Redondo                     | Hiszpania | 27.400  |         | 27.550               |                      | 54.950 |
| 5.      | Jelena Dmitrasz Jewgienija Gomon Walerija Gudim Wiktorija Leniszyn Wiktorija Mazur Swietłana Prokopowa             | Ukraina   | 27.200  |         | 27.175               |                      | 54.375 |
| 6.      | Reneta Kamberowa Michaeła Maewska Cwetelina Najdenowa Elena Todorowa Christijana Todorowa Katrin Wełkowa           | Bułgaria  | 27.950  |         | 26.425               |                      | 54.375 |
| 7.      | Natsuki Fukase Airi Hatakeyama Rie Matsubara Rina Miura Nina Saeedyokota Kotono Tanaka                             | Japonia   | 27.000  |         | 27.100               |                      | 54.100 |
| 8.      | Moran Buzovski Viktoriya Koshel Noa Palatchy Marina Shults Polina Zakaluzny Eliora Zholkovski                      | Izrael    | 26.725  |         | 26.675               |                      | 53.400 |